# Gustafi
Gustafi so hrvaška folk rock glasbena skupina, ki je bila ustanovljena leta 1980 v Vodnjanu v hrvaški Istri.
Ustanovni člani skupine so bili Edi Maružin, Vlado Maružin, Čedomir Mošnja, Igor Arih in Livio Morosin, sprva pa so se imenovali Gustaph i njegovi dobri duhovi. Prvi javni nastop so imeli 27. decembra 1980 v Vodnjanu, zato ta dan obeležujejo kot rojstni dan skupine. Prvi studijski album, z naslovom V, so izdali leta 1985. Skupina je najbolj prepoznavna po spajanju rock glasbe z istrsko ljudsko glasbo, bluesom in tex-mexom. Veljajo za enega glavnih predstavnikov ča-vala.

## Nagrade
Za album F.F. so leta 2007 osvojili nagrado porin za najboljši rock album.

## Trenutna zasedba
- Edi Maružin - avtor besedil in glasbe, pevec in kitarist
- Čedomir Mošnja - bobni
- Gianluca Antonini - bas
- Jimi Grgić - kitara
- Alen Peruško - harmonika
- Bernarda Ravnić - vokal in tolkala
- Boris Mohorić - trobenta in vokal
- Luka Horvat - trobenta
- Antun Ferenčić - trombon
- Aldo Foško - klarinet in klaviature
- Petar Matošević - saksofon

## Diskografija

### Studijski albumi
- V (1985)
- Tutofato (1994)
- Zarad tebe (1995)
- Sentimiento muto (1997)
- Vraćamo se odmah (1999)
- Na minimumu (2002)
- F.F. (2006)
- Chupacabra (2009)[2]
- Kanibalkanska (2012)
- Maneštra (2015)

### Kompilacija
- The Gust Of (2004)

### Maksi singel
- Tampon Vol. 1 (2005)
- Maneštra Vol. 1 (2015)

## Hiti
- Brkica
- Kega si sanjala
- Katarina
- Žminjka
- Kadi su ta vrata
- Kurijera
- Ja nisan stija mala
- Sedan dan
- Ča bin da
- Vrhi Ćićarije
- Jesen
- Znan da je zima

## Ostalo
Gustafi veljajo za istrsko različico tex-mexa.